# Torre dei Forteguerri
La torre dei Forteguerri si trova a Siena, in angolo tra via di Città e la piazza di Postierla (detta anche i Quattro Cantoni). 

## Storia e descrizione
La torre, inglobata in Palazzo Bardi, si presenta con un paramento in pietra regolare, in cui si notano buche pontaie a distanze regolari, senza porte di accesso e con due sole finestrelle, una delle quali venne poi adattata a formare un balcone. La severità della struttura ben si adatta alle funzioni militari con cui era sorta, come avamposto a difesa dell'antica Porta Oria nella prima cerchia muraria, divenuta poi porta secondaria nel Basso Medioevo e quindi "postierla".
Anticamente, come ricorda una cronaca del 1283, la torre era collegata da un cavalcavia con l'antistante palazzo Borghesi, facilitandone l'accesso e controllando così anche il passaggio nella via sottostante della famiglia rivale degli Incontri, residenti in via di Stalloreggi.